# Colonna sonora di Nikita
Una parte delle canzoni che accompagnano il telefilm Nikita, sono suddivise nelle musiche composte appositamente da Sean Callery per il telefilm, CD messo in commercio nel 2001, nella sigla composta da Mark Snow e nell'album musicale ufficiale della serie che è stato pubblicato da TVT Records nel giugno del 1998. 
Un'ulteriore collezione estesa, suddivisa in tre CD, tratta sempre dall'album musicale ufficiale pubblicato da TVT Records, è stata poi realizzata nel 2001 a beneficio dei fan della serie che così hanno avuto l'opportunità di ascoltare per intero anche altre musiche utilizzate in "La Femme Nikita" ma che non erano state incluse nell'album ufficiale.

## "La Femme Nikita album ufficiale"
Titolo originale "La Femme Nikita Soundtrack"

### Tracce
1. Mark Snow: Main title (ogni episodio)
2. Enigma: Beyond the invisible ("Rescue/Soccorso")
3. Mono: Silicone ("Last Night/Julia")
4. Depeche Mode: Love thieves ("Mercy" & "Hard Landing/Grazia & Il ritorno")
5. Morcheeba: Fear and love ("Off profile/La rivale")
6. Hednoize: Loaded gun ("Off profile/La rivale")
7. DJ Krush: Skin against skin featuring Deborah Anderson ("Mandatory refusal/Fermate Michael")
8. Beverly Klass: Temple ("Escape/Fuga")
9. Afro Celt Sound System: Inion/Daughter ("Noise/Rumori di fondo")
10. Curve: Chinese Burn ("Mandatory refusal/Fermate Michael")
11. Vibrolux: Drown ("Voices/Voci")
12. Morphine: Hanging on a curtain ("Missing/Scomparso")
13. Fluke: Absurd ("Double date/Lisa")
14. GusGus: Gun ("Adrian's garden/Adriana")
15. Keoki: Majick - Cirrus remix ("War/Guerra")

## Sean Callery album "La Femme Nikita"
Titolo originale "La Femme Nikita: the original score by Sean Callery"

### Tracce
1. New Life ("Nikita/Nikita")
2. Get Over It ("Spec Ops/Agente speciale")
3. Defection ("Up The Rabbit Hole/Alla luce del sole")
4. Swinging Cages ("War/Guerra")
5. Push The Button, Nikita ("On Borrowed Time/Tempo rubato")
6. Saying Goodbye ("Walk On By/Roberta")
7. Everything Happened So Fast ("Time To Be Heroes/Il tempo degli eroi")
8. Bathtub For Two ("Third Party Rip-Off/Il terzo incomodo")
9. Lab Nerds ("On Borrowed Time/Tempo rubato")
10. Leaving Paris ("I Remember Paris/Ricordando Parigi")
11. Searching For Michael ("Looking For Michael/Cercando Michael")
12. Waterfront Shootout ("All Good Things/Scelte difficili")
13. Reunited ("Hard Landing/Il ritorno")
14. Nikita Contacting The Spirit World ("Psychic Pilgrim/Il figlio")
15. Always trust Your Father ("A Time For Every Purpose/Ogni cosa a suo tempo")
16. Michael and Nikita's Love Theme (Michael e Nikita canzone d'amore)

## "La Femme Nikita album collezione estesa"
Titolo originale "The La Femme Nikita Extended Soundtrack Album Collection"

### Tracce
1. Mark Snow: Main Title (ogni episodio)
2. Chainsuck: Big Mistake ("Nikita/Nikita")
3. Everything But The Girl: No Difference ("There are no missions/Non ci sono più missioni")
4. Hooverphonics: Eden ("Under the influence/Libero arbitrio")
5. Craig Armstrong feat & Elizabeth Frazer: This love ("All good things/Scelte difficili")
6. Tristan Psionic: All of the Important Things I've Done ("Charity/Carità")
7. Garbage: Crush ("Double date/Lisa")
8. Morcheeba: Howling ("Gray/Il Sig.Gray")
9. Merlin: Last Playboy Interview ("Friend/Amiche")
10. Moon Socket: Expressions of Loneliness ("Love/Amore")
11. Sister machine Gun: Red ("Treason/Tradimento")
12. Thrive: Revenge ("Slipping into darkness/Scivolando nel buio")
13. In the Nursery: Precedent ("Innocent/Innocente")
14. Rose Chronicles: Blood Red ("Nikita/Nikita")
15. Lamb: Gorecki ("Cat and mouse/La replicante")
16. GusGus: Is Jesus Your Pal ("Opening night jitters-Gates of hell/Una morte annunciata-Ai cancelli dell'inferno")
17. Mono: Life in Mono ("Double Date/Lisa")
18. Moa: Can't Forget You ("Threshold of Pain/Amare e tradire")
19. Sianspheric: Watch Me Fall ("Charity/Carità")
20. Mandalay: Enough Love ("Let no man put asunder/Il figlio")
21. Tara MacLean: Evidence ("Escape/Fuga")
22. Rob Zombie: Living Dead Girl ("Time to be heroes/Il tempo degli eroi")
23. Hardknox: Attitude ("Time to be heroes/Il tempo degli eroi")
24. In the Nursery: Woman ("Obsessed/Ossessione")
25. The Experiment: The Cost of Freedom ("In Through the Out Door/La scoperta")
26. Hooverphonics: This Strange Effect ("On borrowed time/Tempo rubato")
27. Rhea's Obsession: Cun Lacoudhir ("Escape/Fuga")
28. Kill Transmission: Dying Wish ("Time to be heroes/Il tempo degli eroi")
29. Sarah McLachlan: I Love You ("Up the rabbit hole/Alla luce del sole")
30. Lunatic Calm: Leave You Far Behind ("Getting out of reverse/Ti salverò dall'oblio")
31. Coldplay: Spies ("A time for every purpose/Ogni cosa a suo tempo")
32. Autour de Lucie: Immobile   ("A time for every purpose/Ogni cosa a suo tempo")